# Carlton McKinney
Carlton B. McKinney, (nacido el 21 de octubre de 1964 en San Diego, California) es un exjugador de baloncesto estadounidense. Con 1,93 de estatura, su puesto natural en la cancha es el de escolta. 

## Trayectoria
[actualizar]